# Império do Espírito Santo da Santa Casa da Misericórdia de Angra
O Império do Espírito Santo da Santa Casa da Misericórdia de Angra é um Império do Espírito Santo localizado na freguesia açoriana da Sé,  concelho de Angra do Heroísmo, arquipélago dos Açores.
Este Império do Espírito Santo tem a sua fundação no século XX mais precisamente no ano de 1998.